# 邵克文
邵克文（1947年9月—），男，甘肃平凉人，中华人民共和国政治人物，曾任甘肃省政协副主席，第十届全国人大代表，中共十六大代表。